# Valeska Suratt
Valeska Suratt (28 de junio de 1882 – 2 de julio de 1962) fue una actriz teatral y cinematográfica de estadounidense, activa en la época del cine mudo. A lo largo de su carrera trabajó en películas mudas, todas las cuales se consideran en la actualidad como perdidas.

## Primeros años
Nacida en Owensville, Indiana, sus padres eran Ralph y Anna Suratt. Sus abuelos paternos eran inmigrantes franceses, y los maternos, también inmigrantes, ingleses. Tuvo una medio hermana, un hermano mayor y una hermana más joven que ella. Cuando tenía seis años, su familia se mudó a Terre Haute (Indiana). En 1899 dejó la escuela y trabajó en un estudio de fotografía. Suratt más adelante se fue a Indianápolis, donde trabajó como ayudante en la sombrerería de unos grandes almacenes.

## Carrera

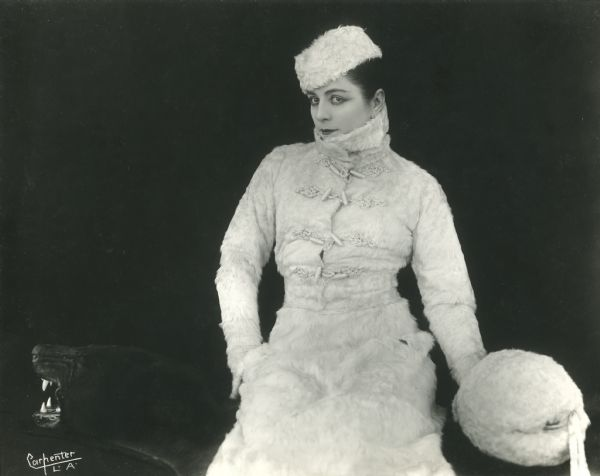
Fotografía publicitaria de Suratt, por Gerald Carpenter, hacia 1916.

Suratt empezó su carrera de actriz en el circuito teatral de Chicago. Hacia 1900 empezó a actuar en el vodevil, emparejándose pronto con el artista Billy Gould (con el cual se casaría más tarde), creando ambos un exitoso número en el que Suratt interpretaba un exótico baile Apache. En 1906 debutó en el circuito de Broadway con el musical The Belle of Mayfair, al cual siguió un papel en Hip! Hip! Hooray! en el siguiente año. En 1908, Suratt y Gould se habían separado, y ella empezó a representar un número en el que cantaba y bailaba llevando sofisticadas ropas. El éxito de Suratt en el vodevil continuó, y empezó a anunciarse como "La Mayor Estrella del Vodevil". En 1910 actuó en el show The Girl with the Whooping Cough, y el alcalde de Nueva York William Jay Gaynor afirmaba que el espectáculo era "salaz", y que debía cerrarlo a causa de su temática sexualmente sugerente. En diciembre de ese año se asoció con Fletcher Norton (que sería su segundo marido) para representar una obra titulada Bouffe Variety.
Durante los años que actuó en el teatro, Suratt destacó por las ropas de alta costura que llevaba en escena. Entre sus vestidos fue muy comentado un manto de Cenicienta de 11.000 dólares. A veces fue llamada la "Emperatriz de la Moda", y su nombre se hizo sinónimo de ropa suntuosa. Ella fue, posiblemente, una de las modelos de los dibujos de la famosa Gibson girl. La revista Vogue dijo de ella que era "una de las mujeres mejor vestidas de la escena", y de manera rutinaria escribía con detalle sobre su indumentaria teatral.
En 1915 Suratt fue contratada por 20th Century Fox. Como sus compañeras de la compañía, Theda Bara y Virginia Pearson, Suratt fue etiquetada como "vamp", siendo escogida para interpretar personajes seductores y exóticos. Su debut en el cine llegó con The Soul of Broadway (1915), film en el cual ella habría llevado más de 150 vestidos diferentes, cada uno de ellos costando unos 25.000 dólares. Ese mismo año rodó The Immigrant, película a la que siguieron The Straight Way (1916), Jealousy (1916), The Victim (1916), The New York Peacock (1916), y She (1917). En total rodó once filmes, todos los cuales se consideran actualmente perdidos.

## Declinar de su carrera
En 1920 la carrera de Suratt había iniciado su declinar, pues la popularidad del vodevil entre el público había disminuido. En 1928, Suratt y Ahmad Sohrab demandaron a Cecil B. DeMille por considerar que se había apropiado de un guion suyo para rodar El rey de reyes. Se celebró un juicio por el caso en febrero de 1930, finalmente llevado sin publicidad. Suratt, que había dejado el cine en 1917, tras el juicio apareció de manera extraoficial en la lista negra.
A finales de los años 1920, Suratt había desaparecido de la vida pública. En la década de 1930 fue descubierta, arruinada, viviendo en un hotel barato en Nueva York. Cuando la novelista Fannie Hurst conoció la situación de Suratt, organizó una colecta a su favor, consiguiendo un total de 2.000 dólares. Tras recibir el dinero, Suratt estuvo varias semanas ausente y, cuando volvió al hotel, se había gastado en juego todo el dinero. En un intento de revivir su carrera, Suratt quiso vender la historia de su vida a uno de los periódicos de William Randolph Hearst. Un reportero que leyó el manuscrito de Suratt afirmaba que ella escribió que era la Virgen María y que era la madre de Dios. Suratt nunca recuperó su carrera, desapareciendo totalmente de la vida pública.

## Vida personal
Surratt se casó dos veces, y no tuvo hijos. Su primer marido fue William J. Flannery (1869–1950), conocido como Billy Gould, un artista de vodevil conocido por sus papeles de minstrel. La pareja se casó hacia 1904, divorciándose más tarde. En 1911 se casó con el actor Fletcher Norton, matrimonio que duró hasta la muerte de Norton en 1941.
Valeska Suratt fue seguidora del bahaísmo. La actriz falleció en una residencia de ancianos en Washington D. C. en 1962. Tenía 80 años de edad. Fue enterrada en el Cementerio Highland Lawn de Terre Haute (Indiana).

## Actuaciones en Broadway

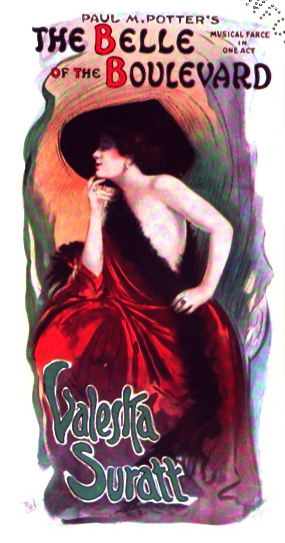
Valeska Suratt en "The Belle of the Boulevard", por Jean de Paleologu, 1910.

| Fecha                                        | Producción                       | Papel                | Observaciones                    |
| -------------------------------------------- | -------------------------------- | -------------------- | -------------------------------- |
| 3 de diciembre de 1906 – 30 de marzo de 1907 | The Belle of Mayfair             | Duquesa de Dunmow    |                                  |
| 10 de octubre – 7 de diciembre de 1907       | Hip! Hip! Hooray!                | Mrs. Vera Shapeleigh |                                  |
| 28 de abril – mayo de 1910                   | The Girl with the Whooping Cough |                      |                                  |
| 2 de junio – septiembre de 1911              | The Red Rose                     | Lola                 | Diseñadora de vestuario y escena |
| 6 de julio – 9 de septiembre de 1922         | Spice of 1922                    |                      |                                  |

## Filmografía
| Año  | Título                 | Papel                      | Observaciones |
| ---- | ---------------------- | -------------------------- | ------------- |
| 1915 | The Soul of Broadway   | Grace Leonard, La Valencia | Film perdido  |
| 1915 | The Immigrant          | Masha                      | Film perdido  |
| 1916 | The Straight Way       | Mary Madison               | Film perdido  |
| 1916 | Jealousy               | Anne Baxter                | Film perdido  |
| 1916 | The Victim             | Ruth Merrill               | Film perdido  |
| 1917 | The New York Peacock   | Zena                       | Film perdido  |
| 1917 | She                    | Ayesha, "She"              | Film perdido  |
| 1917 | The Slave              | Caroline                   | Film perdido  |
| 1917 | The Siren              | Cherry Millard             | Film perdido  |
| 1917 | Wife Number Two        | Emma Rolfe                 | Film perdido  |
| 1917 | A Rich Man's Plaything | Marie Grandon              | Film perdido  |